# مكسهوته-هايدهوف
مكسهوته هايدهوف (بالألمانية: Maxhütte-Haidhof) هي بلدة ألمانية تقع في ألمانيا في Schwandorf (district).[بحاجة لمصدر]